# SD Zamudio
SD Zamudio is een Spaanse voetbalclub uit Zamudio die uitkomt in de Tercera División. De club werd in 1943 opgericht.  
De Segunda División B is het hoogste niveau waarop de ploeg gespeeld heeft.  Maar zowel tijdens het seizoen 1996-1997 als tijdens het seizoen 2016-2017 kon de ploeg het behoud niet verzekeren.